# Underwoodisaurus
Underwoodisaurus är ett släkte av ödlor som ingår i familjen geckoödlor.
Arter enligt Catalogue of Life och The Reptile Databas:
- Underwoodisaurus milii
- Underwoodisaurus sphyrurus